# Ameerega macero
Espèce
Synonymes
- Epipedobates macero Rodriguez & Myers, 1993

Statut de conservation UICN

 LC  : Préoccupation mineure
Statut CITES
Ameerega macero est une espèce d'amphibiens de la famille des Dendrobatidae.

## Répartition
Cette espèce est endémique du Pérou. Elle se rencontre dans les régions de Junín, de Cuzco, de Ucayali et de Madre de Dios de 300 à 450 m d'altitude.

## Description

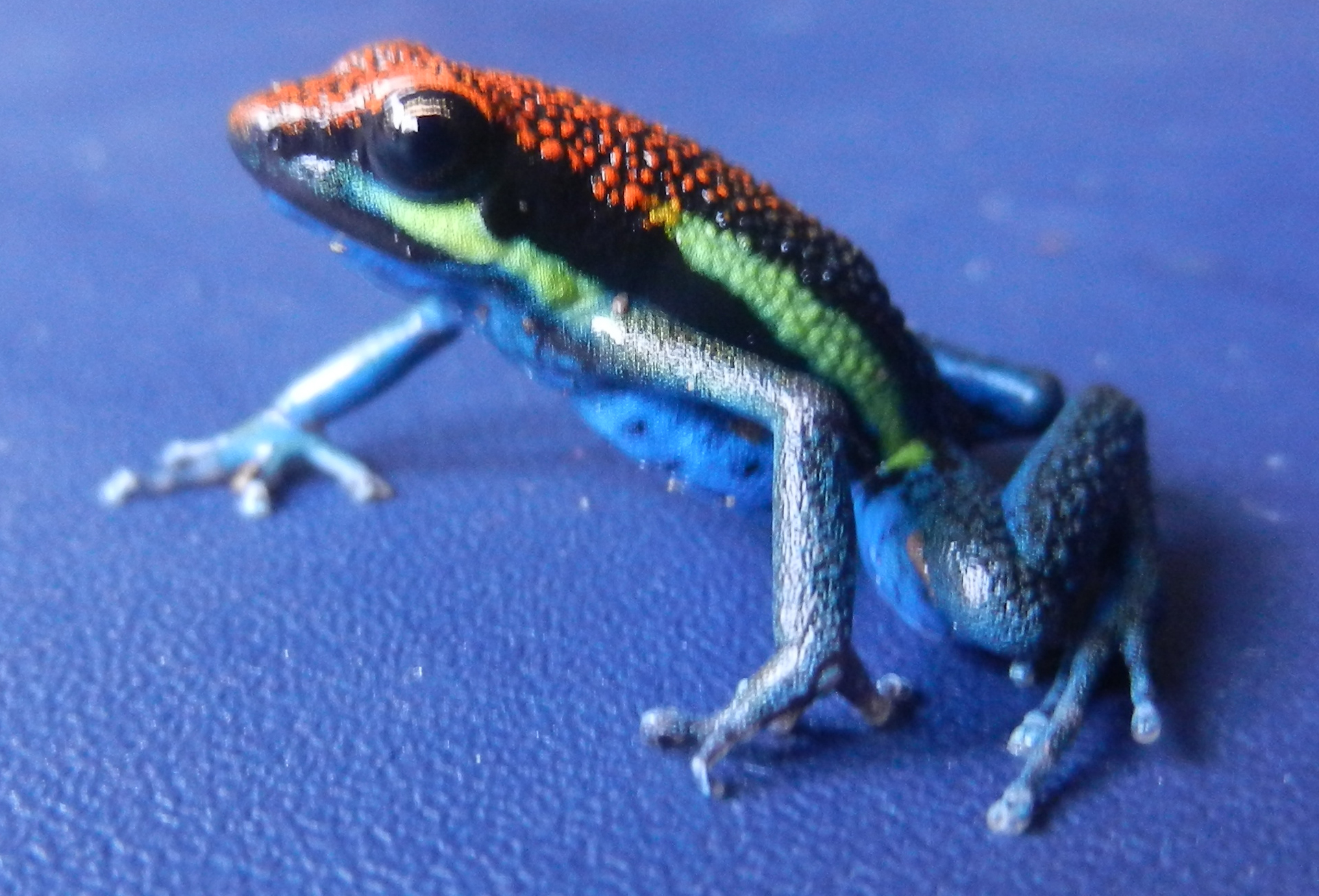
Ameerega macero

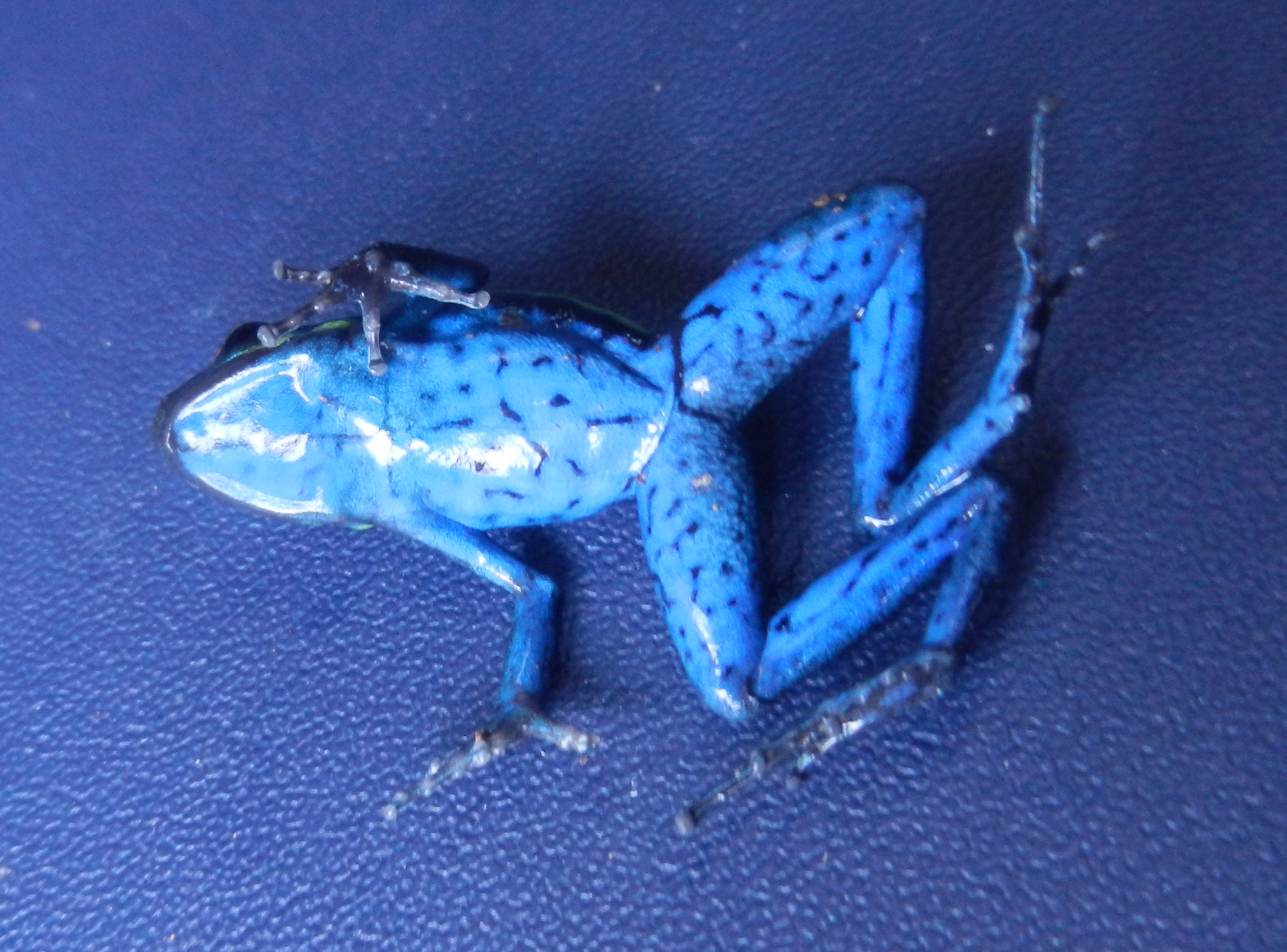
Ameerega macero

Les mâles mesurent environ 27 mm et les femelles environ 30 mm.

## Étymologie
Le nom spécifique macero vient du Matsigenka macero, qui signifie la grenouille.

## Publication originale
- Rodriguez & Myers, 1993 : A new poison frog from Manu National Park, southeastern Peru (Dendrobatidae, Epipedobates). American Museum novitates, no 3068, p. 1-15 (texte intégral).